# Angela Drexl
Angela Drexl (* 8. März 1968 in Bayrischzell) ist eine ehemalige deutsche Skirennläuferin. Die Slalomspezialistin erreichte den achten Platz bei den Weltmeisterschaften 1991, fuhr zweimal in die Weltcuppunkteränge und wurde viermal Deutsche Meisterin.

## Biografie
Ein erster Erfolg gelang Drexl im Jahr 1986, als sie hinter Michaela Gerg Deutsche Vizemeisterin im Slalom wurde. Im folgenden Jahr gewann sie erstmals die deutsche Slalommeisterschaft. Internationale Erfolge stellten sich ab dem Winter 1989/90 ein. Drexl erreichte im Europacup den dritten Platz in der Slalomwertung und den fünften Rang im Gesamtklassement. Zudem wurde sie 1989 und 1990 erneut Deutsche Slalommeisterin.
Ihre ersten Punkte im Weltcup gewann Drexl am 2. Dezember 1990 mit Platz elf im ersten Slalom der Saison 1990/91 in Valzoldana. Dies blieb auch gleichzeitig ihr bestes Weltcupergebnis überhaupt. Sie qualifizierte sich für die Weltmeisterschaften 1991 in Saalbach-Hinterglemm und erreichte dort als beste Deutsche den achten Platz im Slalom, zeitgleich mit der US-Amerikanerin Heidi Voelker. Zu Saisonende konnte Drexl mit Platz 14 im Slalom von Waterville Valley zum zweiten und letzten Mal im Weltcup punkten. Sie belegte damit im Slalomweltcup unmittelbar hinter ihrer Teamkollegin Anette Gersch als zweitbeste Deutsche den 24. Gesamtrang. Nach diesem Winter erzielte Drexl keine internationalen Erfolge mehr. Der letzte nationale Erfolg gelang ihr bei den Deutschen Meisterschaften 1992, als sie zum vierten Mal Deutsche Meisterin im Slalom wurde.

## Erfolge

### Weltmeisterschaften
- Saalbach-Hinterglemm 1991: 8. Slalom

### Weltcup
- Zwei Platzierungen unter den besten 15

### Europacup
- Saison 1989/90: 5. Gesamtwertung, 3. Slalomwertung

### Deutsche Meisterschaften
- Deutsche Meisterin im Slalom 1987, 1989, 1990 und 1992